# Jonílson Clovis Nascimento Breves
Jonílson Clovis Nascimento Breves (Pinheiral, estado de Río de Janeiro, 28 de noviembre de 1978), conocido simplemente como Jonílson, es un futbolista brasileño. Juega de volante y su actual equipo es el Volta Redonda Futebol Clube del Campeonato Carioca.

## Clubes
| Club                       | País   | Año       |
| -------------------------- | ------ | --------- |
| Volta Redonda              | Brasil | 1998-2005 |
| Botafogo                   | Brasil | 2005      |
| Cruzeiro                   | Brasil | 2006      |
| Vegalta Sendai             | Japón  | 2007      |
| Vasco da Gama              | Brasil | 2008      |
| Botafogo de Ribeirão Preto | Brasil | 2008      |
| Atlético Mineiro           | Brasil | 2009-2010 |
| Goiás                      | Brasil | 2010      |
| Volta Redonda              | Brasil | 2011-     |

## Palmarés

### Campeonatos nacionales
| Título             | Club             | País   | Año  |
| ------------------ | ---------------- | ------ | ---- |
| Copa Río           | Volta Redonda FC | Brasil | 2000 |
| Copa Río           | Volta Redonda FC | Brasil | 2002 |
| Taça Guanabara     | Volta Redonda FC | Brasil | 2005 |
| Campeonato Mineiro | Cruzeiro         | Brasil | 2006 |
| Campeonato Mineiro | Atlético Mineiro | Brasil | 2010 |